# Lasioderma redtenbacheri
Lasioderma redtenbacheri is een keversoort uit de familie klopkevers (Anobiidae). De wetenschappelijke naam van de soort is voor het eerst geldig gepubliceerd in 1852 door Bach.